# Brána svatého Jana na zábradlí
Brána svatého Jana na zábradlí je zaniklá brána pražského opevnění, která stála v Praze 1-Starém Městě na konci Anenské ulice. Jméno nesla po nedalekém kostele svatého Jana Křtitele Na zábradlí, který zase naopak nesl název podle brány. Nejbližší branou v opevnění byla na jihu brána svatého Štěpána a na severu mostecká brána u Juditina mostu.

## Historie
Opevnění na východní a jižní straně Starého Města vzniklo během 30. let 13. století a tvořila jej ve směru od městské zástavby hlavní hradba s ochozem, hranolové věže, parkán s parkánovou hradbou, příkop a val s palisádou. Opevnění na západní a severní straně města podél řeky Vltavy bylo chráněno jednoduchou hradbou až od 50. let 13. století.
Brána svatého Jana stála na konci Anenské ulice severně od kostela. Rozbořena byla spolu s větší částí městské zdi již roku 1369 na příkaz Karla IV.

## Zajímavosti
- Název „Zábradlí“ odkazoval na přítomnost brodu nebo břehu.
- Na vltavský břeh se sváželo městské smetí a tak byl kostel v průběhu 16. století nazýván „Sv. Jan na smetišti“.